# Sudan Archives
Sudan Archives, pseudonimo di Brittney Denise Parks (Cincinnati, ...), è una violinista e cantante statunitense di base a Los Angeles.

## Biografia
Cresce a Cincinnati, Ohio. Inizia a suonare il violino in quarta elementare. È autodidatta se si considera che la sua formazione musicale dura un solo anno.
A 17 anni decide di usare il suo soprannome e da allora è conosciuta come Sudan. Il suo EP di debutto, Sudan Archives, è uscito nel 2017. L'anno successivo ha pubblicato l'EP Sink. Il 1º novembre 2019 esce il suo album Athena.
La sua etichetta discografica è la Stones Throw Records.

## Stile musicale e influenze
Secondo quanto riferisce la stessa artista, si è ispirata alla Sudanese fiddle music, al genere R&B e alla musica elettronica sperimentale.

## Discografia

### Album in studio
- 2019 - Athena
- 2022 - Natural Brown Prom Queen

### EP
- 2017 - Sudan Archives
- 2018 - Sink

### Singoli
- 2017 - Water
- 2019 - Confessions